# Jungle rouge
Pour plus de détails, voir Fiche technique et Distribution.
Jungle rouge est un film d'animation suisse réalisé par Juan José Lozano et Zoltan Horvath sorti en 2022. Il raconte les dernières années de vie de Raúl Reyes, numéro 2 des FARC en Colombie, jusqu'à sa mort en 2008. Il fait partie de la sélection du Festival du film et forum international  sur les droits humains de Genève 2022. 

## Synopsis
Raùl Reyes a installé son camp dans la jungle avec un groupe de combattants et de combattantes. Il doit parfois changer l'emplacement de son camp pour échapper aux troupes de l'armée colombienne. Il reçoit néanmoins des journalistes, des communistes étrangers, sa fille et son petit-fils, ainsi que des négociateurs comme Jean-Pierre Gontard, qui cherchent à obtenir la libération d'otages tels qu'Ingrid Betancourt. 
Progressivement, la situation se détériore pour les FARC. Des tensions se font jour entre les combattants, notamment entre femmes et hommes car, contrairement à ce que prétendent les dirigeantes de la guérilla, le machisme n'est pas absent de leur camp. Certains sont tués, autant par la jungle que par l'adversaire, d'autres désertent, ou sont malgré eux transformés en espions par le gouvernement colombien et exécutés par leurs camarades. Le maintien en captivité de très nombreux otages crée des problèmes logistiques et nourrit l'hostilité croissante de la population colombienne envers la guérilla.  
Mais Raùl Reyes refuse de voir la réalité en face. Il reste convaincu de la victoire finale et du soutien de la majorité de la population civile. Lorsqu'il voit à la télévision une vaste manifestation contre les FARC, il se met en colère et brise le téléviseur. La jungle devient de plus en plus hostile. Il est finalement tué dans un raid de l'armée colombienne.  

## Fiche technique
- Titre original : Jungle rouge
- Réalisation : Juan José Lozano, Zoltan Horvath
- Scénario : Juan José Lozano, Antoine Germa
- Musique : Nascuy Linares
- Décors : Freddy Porras, Maxime Hibon, Luciano Lepinay, Victor Caron, Bastien Dupriez, Edouard Guise
- Animation : Maxime Hibon, Luciano Lepinay, Victor Caron, Bastien Dupriez, Edouard Guise
- Costumes : Ayelén Gabin
- Montage : Damián Plandolit
- Production : Anne Deluz, Marc Irmer, Luc Peter
- Sociétés de production : Intermezzo Films SA, Dolce Vita Films, Nadasdy Film, Tchack
- Société de distribution : New Story
- Pays de production :  Suisse
- Langue originale : espagnol
- Genre : Animation et historique
- Durée : 92 minutes
- Dates de sortie : 
  - Suisse romande : 6 mars 2022
  - France : 22 juin 2022

## Distribution
- Álvaro Bayona (es) : Raúl Reyes
- Vera Mercado : Gloria
- Patricia Tamayo (es) : Eliana
- Emilia Ceballos : Yeni
- Julián Diaz : Arnobis
- Jean-Pierre Gontard : lui-même

## Production

### Genèse du film
Les réalisateurs et scénaristes ont eu accès aux mails de Raùl Reyes, récupérés après sa mort par les autorités colombiennes. Ils leur ont servi de base pour développer leur scénario, tout en prenant quelques libertés avec la réalité historique. Le carton d'ouverture annonce : "dans cette histoire, tout est vrai. Ou presque."

### Réalisation
Les acteurs ont été filmés en prises de vue réelles sur fond vert, puis insérés dans des décors de synthèse. Des séquences en animation 2D sont insérées par moments,.

## Accueil

### Critiques
Le film obtient une note de 3.3/5, basée sur 11 critiques, sur Allociné.

## Distinctions

### Sélections
- Festival du film et forum international  sur les droits humains de Genève 2022 : première mondiale en compétition Fiction
- Cinélatino, 34es Rencontres de Toulouse 2022 : sélection Découvertes fiction
- Festival international du film d'animation d'Annecy 2022 : sélection Programmes spéciaux